# Механизм действия

Бета-блокаторы оказывают фармакологическое действие: снижение частоты сердечных сокращений путем связывания с бета-адренорецепторами и конкурентного антагонизма с ними

Механизм действия (MД) — в фармакологии означает конкретное биохимическое взаимодействие, посредством которого лекарственное вещество оказывает фармакологический эффект . 
В отличие от метода действия, который описывает функциональные или анатомические изменения при действии лекарственного вещества, начиная от организма в целом и заканчивая клеточным уровнем (воздействие на клетки или их отдельные органеллы), механизм действия описывает такие взаимодействия на макромолекулярном уровне . Механизм действия обычно включает упоминание конкретных молекулярных мишеней, с которыми связывается лекарство, таких как ферменты или рецепторы .  Отдельные участки рецептора (сайты связывания) обладают аффинностью к лекарству, которая определяется химической структурой молекул лекарственного средства, а также спецификой взаимодействия «рецептор — лекарство».
Существуют препараты, которые не связываются с рецепторами и осуществляют свой терапевтический эффект, оказывая химическое или физическое воздействие на организм и, следовательно, не имеют установленного механизма действия . Известными примерами таких препаратов являются антациды и слабительные средства .

## Важность
Наличие подтвержденной информации о механизме действия лекарственных веществ важно по ряду причин.
- Это позволяет проводить дизайн новых лекарственных веществ на основании данных о механизме взаимодействия между сайтами связывания рецепторов и известных лекарственных веществ, в частности создавать их структурные аналоги, которые будут иметь такой же механизм связывания с биомишенью и от которых можно ожидать близкого терапевтического эффекта, как и у лекарственного средства, взятого за прототип.
- В случае разработки противоинфекционных препаратов эта информация позволяет предвидеть проблемы, связанные с клинической безопасностью. Например, лекарственные вещества, нарушающие цитоплазматическую мембрану или электрон-транспортную цепь, с большей вероятностью вызовут проблемы с токсичностью, чем те, которые направлены на взаимодействие с компонентами клеточной стенки (пептидогликан или β-глюканы) или 70S-рибосомами, которые отсутствуют в клетках человека [4][5].
- Это может помочь определить, какие пациенты с наибольшей вероятностью ответят на лечение. Например, поскольку известно, что лекарство от рака молочной железы трастузумаб нацелено на белок HER2, опухоли могут быть проверены на наличие этой молекулы, чтобы определить, получит ли пациент пользу от терапии трастузумабом [6][7].
- Это может позволить определить эффективную дозировку, поскольку воздействие препарата на целевой путь можно контролировать через пациента. Например, дозировка статинов обычно определяется путем измерения уровня холестерина в крови пациента [6].
- Это позволяет комбинировать препараты таким образом, чтобы снизить вероятность возникновения лекарственной устойчивости. Зная, на какую клеточную структуру действует противоинфекционный или противораковый препарат, можно назначить коктейль, который ингибирует несколько мишеней одновременно, тем самым снижая риск того, что одна мутация в микробной или опухолевой ДНК приведет к устойчивости к препарату и неудачному лечению [4][8][9][10].
- Это может позволить выявить другие показания к применению препарата. Например, открытие того, что силденафил ингибирует белки фосфодиэстеразы-5 (ФДЭ-5), позволило перепрофилировать этот препарат для лечения легочной артериальной гипертензии, поскольку PDE-5 экспрессируется в легких при легочной гипертензии [11][12].

## Определение

### Методы, основанные на микроскопии

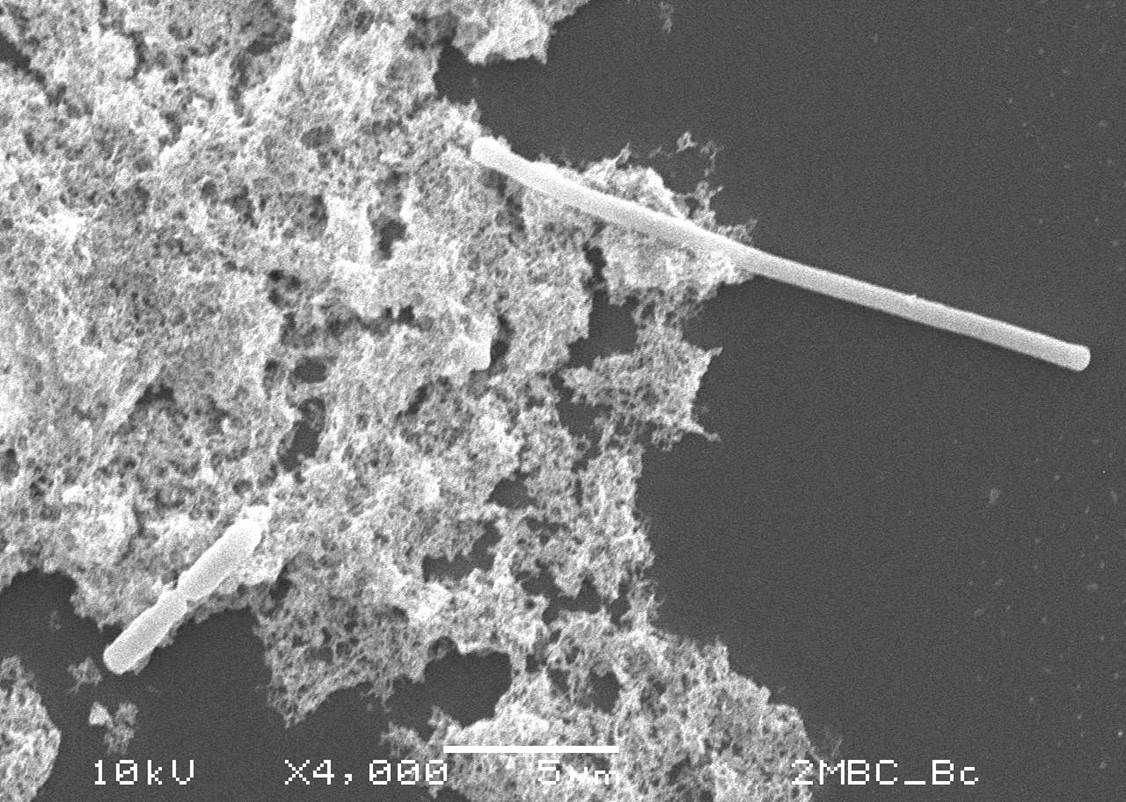
Филаментация (вверху справа) может указывать на то, что антибактериальный агент нацелен на PBP3, FtsZ или ДНК

Биоактивные соединения вызывают фенотипические изменения в клетках-мишенях: изменения, которые можно наблюдать с помощью микроскопии и которые могут дать представление о механизме действия соединения .
При использовании антибактериальных агентов превращение клеток-мишеней в сферопласты может свидетельствовать об ингибировании синтеза пептидогликана, а филаментация клеток-мишеней — об ингибировании синтеза PBP3, FtsZ или ДНК. Другие изменения, вызываемые антибактериальными агентами, включают образование овоидных клеток, псевдомультиклеточных форм, локализованное набухание, образование выпуклостей, кровотечение и утолщение пептидогликана . В случае противораковых агентов образование пузырьков может быть признаком того, что соединение разрушает плазматическую мембрану .
На текущий момент ограничением этого подхода является время, необходимое для ручной генерации и интерпретации данных, но достижения в области автоматизированной микроскопии и программного обеспечения для анализа изображений могут помочь решить эту проблему .

### Прямые биохимические методы
Прямые биохимические методы включают методы, при которых белок или малая молекула, например кандидат в лекарственные препараты, помечается и прослеживается по всему организму . Это наиболее прямой подход к поиску белка-мишени, который будет связываться с небольшими мишенями, представляющими интерес, например с базовым представлением контура лекарственного препарата, для определения фармакофора препарата. Благодаря физическим взаимодействиям между меченой молекулой и белком, биохимические методы могут быть использованы для определения токсичности, эффективности и механизма действия препарата.

### Методы вычислительных заключений
Как правило, методы вычислительных заключений в основном используются для предсказания белковых мишеней для лекарств из малых молекул на основе компьютерного распознавания образов . Однако этот метод также можно использовать для поиска новых мишеней для существующих или вновь разрабатываемых лекарств. Определив фармакофор молекулы лекарства, можно провести профилирование методом распознавания образов, в ходе которого будет выявлена новая мишень . Это дает представление о возможном механизме действия, поскольку известно, за что отвечают определенные функциональные компоненты лекарства при взаимодействии с определенным участком белка, что приводит к терапевтическому эффекту.

### Методы на основе «-омик»
Методы, основанные на «-омиках», используют такие технологии, как хемопротеомика, обратная генетика и геномика, транскриптомика и протеомика, для определения потенциальных мишеней интересующего соединения  .  Обратные генетика и геномика, например, используют генетические возмущения (например, CRISPR-Cas9 или siRNA) в комбинации с соединением для выявления генов, нокдаун или нокаут которых отменяет фармакологический эффект соединения. С другой стороны, транскриптомные и протеомические профили соединения могут быть использованы для сравнения с профилями соединений с известными мишенями. Благодаря вычислительным заключениям можно строить гипотезы о механизме действия соединения, которые впоследствии могут быть проверены .

## Препараты с известным МД
Существует множество препаратов, механизм действия которых известен. Одним из примеров является аспирин.

### Аспирин
Механизм действия аспирина заключается в необратимом ингибировании фермента циклооксигеназы , что подавляет выработку простагландинов и тромбоксанов, тем самым уменьшая боль и воспаление. Этот механизм действия специфичен для аспирина и не является постоянным для всех нестероидных противовоспалительных препаратов (НПВП). Напротив, аспирин — единственный НПВП, который необратимо ингибирует ЦОГ-1 .

## Препараты с неизвестным МД
Механизмы действия некоторых лекарств до сих пор неизвестны. Однако, даже если механизм действия определенного препарата неизвестен, препарат все равно функционирует: просто неизвестно или неясно, как препарат взаимодействует с рецепторами и производит свой терапевтический эффект.
- Акампросат
- Антидепрессанты
- Армодафинил
- Каннабидиол
- Циклобензаприн
- Демеклоциклин
- Фабомотизол
- Литий
- Мепробамат
- Метокарбамол
- Парацетамол
- Фенитоин
- ПРЛ-8-53
- Метформин
- Талидомид

## Отличия от способа действия
В некоторых статьях термины «механизм действия» и «способ действия» используются как взаимозаменяемые, обычно подразумевается способ взаимодействия препарата и получения медицинского эффекта. Однако на самом деле способ действия описывает функциональные или анатомические изменения на клеточном уровне, возникающие в результате воздействия вещества на живой организм . Механизм действия — более конкретный термин, который фокусируется на взаимодействии между самим препаратом и ферментом или рецептором и на его конкретной форме взаимодействия, будь то ингибирование, активация, агонизм или антагонизм. Кроме того, термин «механизм действия» является основным термином, используемым в фармакологии, в то время как «способ действия» чаще встречается в области микробиологии или некоторых аспектах биологии. 

## Смотрите также
- Способ действия (СД)
- Фармакодинамика
- Химиопротеомика